# Cratere Ritchey (Luna)
Ritchey è un cratere lunare di 24,07 km situato nella parte sud-orientale della faccia visibile della Luna.
Il cratere è dedicato all'ottico statunitense George Willis Ritchey.

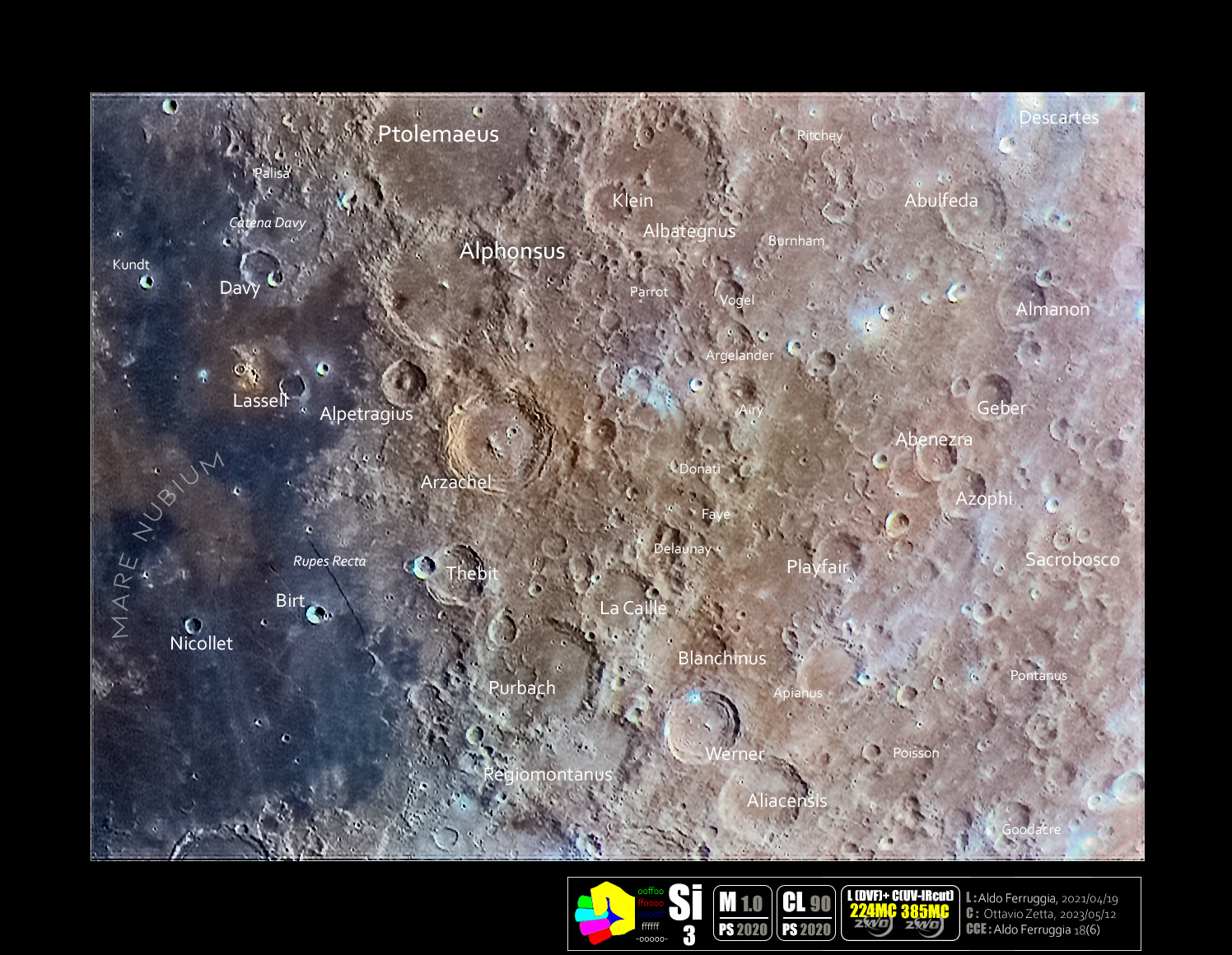
Il cratere (in alto a destra) con le strutture vicine in una Immagine Selenocromatica(Si)